# Samuel Josef Fünn
Samuel Josef Fünn, także Finn (ur. 1818, zm. 1890 w Wilnie) – żydowski pisarz, publicysta i historyk. Jeden z czołowych przedstawicieli haskali w Wilnie.

## Życiorys
W zależności od źródeł, Samuel Josef Fünn urodził się w Grodnie lub Wilnie. Uzyskał tradycyjne religijne wykształcenie, które wzbogacił poprzez samokształcenie. Mieszkał w Wilnie, gdzie dołączył do kręgów zwolenników haskali i wykładał Biblię i język hebrajski w lokalnej szkole rabinackiej.
Na początku lat 40. XIX. wraz z Lazarem Lipmanem Hurwicem założył pismo literackie „Pirche(j) Cafon”. Był to pierwszy tego typu periodyk w Imperium Rosyjskim. W latach 1860–1881 wydawał czasopismo „Ha-Karmel”, które z początku było tygodnikiem, a następnie miesięcznikiem. Fünn nie tylko je redagował i wydawał, ale i pisał do niego artykuły po hebrajsku i rosyjsku dotyczące m.in. historii Żydów czy krytykę literacką. W 1863 roku założył hebrajską drukarnię. Utrzymywał się z budownictwa, posiadał cegielnię i tartak.
Zajął istotne miejsce pośród wiodących postaci żydowskiej społeczności w Wilnie, jego rola doceniona została także przez cywilne władze miasta. Należał do umiarkowanego skrzydła haskali, usiłując połączyć elementy tradycji z postępowymi ideami. W początkach istnienia Chowewej Syjon pomógł utworzyć jej wileński oddział, który następnie współprowadził. W ramach swojej pracy naukowej, którą publikował w języku hebrajskim, przygotował m.in. obszerne opracowania na temat historii Żydów. W 1860 roku wydał Kirja neemana – pierwszą publikację o historii Żydów w Wilnie w języku hebrajskim.
Zmarł w 1890 roku w Wilnie.
Jego imieniem nazwano ulicę w Wilnie, w dzielnicy Śnipiszki.

## Wybrana twórczość
- Nidche(j) Israel (Wygnańcy Izraela), 1850
- Diwre(j) ha-jamim li-wne(j) Israel (Dzieje Żydów), 1871–1877
- Kirja neemana (Wierne miasto), 1860[1]